# Farébersviller
Farébersviller [faʁebɛʁsvilɛʁ] est une commune française située dans le département de la Moselle et le bassin de vie de la Moselle-est, en région Grand Est.
Composée d'un village sur lequel est juchée la cité, Farébersviller-Cité est classée comme zone urbaine sensible (ZUS) et bénéficie d'un contrat urbain de cohésion sociale (CUCS) dans le cadre de la politique de la ville.

## Géographie
Farébersviller se situe au cœur du Bassin Houiller entre trois villes importantes que sont Forbach, Sarreguemines et Saint-Avold. La commune est constituée de deux entités très différentes que sont le village, lieu originel au sud, et la cité, créée à partir de 1954 par les Houillères du Bassin de Lorraine (HBL) pour loger un nombre important de mineurs travaillant dans la vallée de la Rosselle toute proche.
| Béning-lès-Saint-Avold | Béning-lès-Saint-Avold | Théding      |
| Henriville             | Farébersviller         | Théding      |
| Henriville             | Henriville             | Farschviller |

### Hydrographie

#### Réseau hydrographique
La commune est située dans le bassin versant du Rhin au sein du bassin Rhin-Meuse. Elle est drainée par le ruisseau de Cocheren.

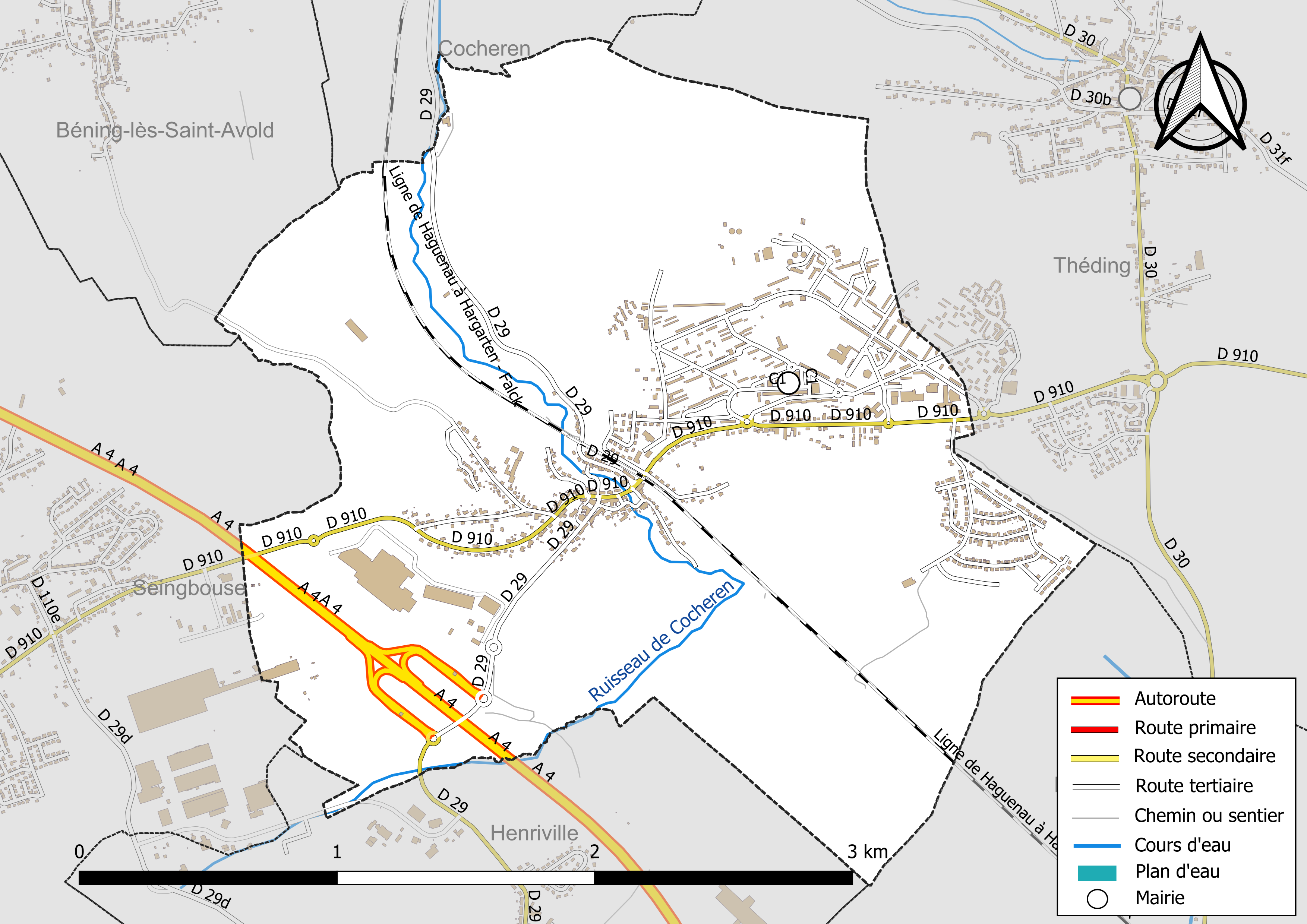
Réseaux hydrographique et routier de Farébersviller.

#### Gestion et qualité des eaux
Le territoire communal est couvert par le schéma d'aménagement et de gestion des eaux (SAGE) « Bassin Houiller ». Ce document de planification, dont le territoire est approximativement délimité par un triangle formé par les villes de Creutzwald, Faulquemont et Forbach, d'une superficie de 576 km2, a été approuvé le 27 octobre 2017. La structure porteuse de l'élaboration et de la mise en œuvre est la région Grand Est. Il définit sur son territoire les objectifs généraux d’utilisation, de mise en valeur et de protection quantitative et qualitative des ressources en eau superficielle et souterraine, en respect des objectifs de qualité définis dans le SDAGE  du Bassin Rhin-Meuse.

### Climat
Pour des articles plus généraux, voir Climat du Grand Est et Climat de la Moselle.
En 2010, le climat de la commune est de type climat des marges montargnardes, selon une étude du Centre national de la recherche scientifique s'appuyant sur une série de données couvrant la période 1971-2000. En 2020, Météo-France publie une typologie des climats de la France métropolitaine dans laquelle la commune est exposée à un climat semi-continental et est dans la région climatique  Lorraine, plateau de Langres, Morvan, caractérisée par un hiver rude (1,5 °C), des vents modérés et des brouillards fréquents en automne et hiver. 
Pour la période 1971-2000, la température annuelle moyenne est de 9,7 °C, avec une amplitude thermique annuelle de 17,1 °C. Le cumul annuel moyen de précipitations est de 876 mm, avec 12,2 jours de précipitations en janvier et 9,6 jours en juillet. Pour la période 1991-2020, la température moyenne annuelle observée sur la station météorologique de Météo-France la plus proche, « Seingbouse », sur la commune de Seingbouse à 2 km à vol d'oiseau, est de 10,5 °C et le cumul annuel moyen de précipitations est de 731,4 mm. 
La température maximale relevée sur cette station est de 37,9 °C, atteinte le 25 juillet 2019 ; la température minimale est de −17 °C, atteinte le 20 décembre 2009,,. 
| Mois                                  | jan.           | fév.           | mars           | avril         | mai           | juin          | jui.          | août          | sep.          | oct.          | nov.          | déc.          | année     |
| ------------------------------------- | -------------- | -------------- | -------------- | ------------- | ------------- | ------------- | ------------- | ------------- | ------------- | ------------- | ------------- | ------------- | --------- |
| Température minimale moyenne (°C)     | −0,4           | −0,2           | 2,2            | 5,9           | 9,1           | 12,6          | 14,6          | 14,2          | 10,8          | 7,4           | 3,6           | 0,5           | 6,7       |
| Température moyenne (°C)              | 1,8            | 2,6            | 6,1            | 10,7          | 13,8          | 17,6          | 19,7          | 19,1          | 15,4          | 10,9          | 6             | 2,7           | 10,5      |
| Température maximale moyenne (°C)     | 4              | 5,4            | 10             | 15,5          | 18,6          | 22,5          | 24,7          | 24            | 20            | 14,4          | 8,5           | 4,8           | 14,4      |
| Record de froid (°C) date du record   | −12,3 07.01.09 | −15,3 07.02.12 | −12,4 01.03.05 | −3,4 04.04.22 | −0,3 05.05.19 | 3,9 08.06.05  | 7,4 31.07.15  | 5,8 26.08.18  | 3,1 30.09.22  | −5,2 29.10.12 | −5,8 30.11.16 | −17 20.12.09  | −17 2009  |
| Record de chaleur (°C) date du record | 13,9 01.01.22  | 21,4 27.02.19  | 23,9 31.03.21  | 26,8 21.04.18 | 30,7 28.05.17 | 35,2 26.06.19 | 37,9 25.07.19 | 37,8 09.08.03 | 32,6 15.09.20 | 27 02.10.23   | 21 02.11.20   | 14,9 31.12.22 | 37,9 2019 |
| Précipitations (mm)                   | 63             | 57,7           | 55,3           | 39,8          | 68,9          | 60,3          | 54,7          | 68,4          | 54,8          | 61,4          | 66            | 81,1          | 731,4     |

| Diagramme climatique                                  |             |           |             |             |              |              |            |            |             |          |            |
| J                                                     | F           | M         | A           | M           | J            | J            | A          | S          | O           | N        | D          |
| 4−0,463                                               | 5,4−0,257,7 | 102,255,3 | 15,55,939,8 | 18,69,168,9 | 22,512,660,3 | 24,714,654,7 | 2414,268,4 | 2010,854,8 | 14,47,461,4 | 8,53,666 | 4,80,581,1 |
| Moyennes : • Temp. maxi et mini °C • Précipitation mm |             |           |             |             |              |              |            |            |             |          |            |

Les paramètres climatiques de la commune ont été estimés pour le milieu du siècle (2041-2070) selon différents scénarios d'émission de gaz à effet de serre à partir des nouvelles projections climatiques de référence DRIAS-2020. Ils sont consultables sur un site dédié publié par Météo-France en novembre 2022.

## Urbanisme

### Typologie
Au 1er janvier 2024, Farébersviller est catégorisée centre urbain intermédiaire, selon la nouvelle grille communale de densité à sept niveaux définie par l'Insee en 2022.
Elle appartient à l'unité urbaine de Farébersviller, une agglomération intra-départementale regroupant deux  communes, dont elle est ville-centre,,. Par ailleurs la commune fait partie de l'aire d'attraction de Farébersviller, dont elle est la commune-centre,. Cette aire, qui regroupe 3 communes, est catégorisée dans les aires de moins de 50 000 habitants,.

### Occupation des sols
L'occupation des sols de la commune, telle qu'elle ressort de la base de données européenne d’occupation biophysique des sols Corine Land Cover (CLC), est marquée par l'importance des territoires agricoles (62,1 % en 2018), en diminution par rapport à 1990 (78 %). La répartition détaillée en 2018 est la suivante : 
zones urbanisées (23,9 %), terres arables (23,1 %), zones agricoles hétérogènes (22,1 %), prairies (8,7 %), cultures permanentes (8,2 %), zones industrielles ou commerciales et réseaux de communication (7,6 %), mines, décharges et chantiers (5,8 %), forêts (0,7 %). L'évolution de l’occupation des sols de la commune et de ses infrastructures peut être observée sur les différentes représentations cartographiques du territoire : la carte de Cassini (XVIIIe siècle), la carte d'état-major (1820-1866) et les cartes ou photos aériennes de l'IGN pour la période actuelle (1950 à aujourd'hui).

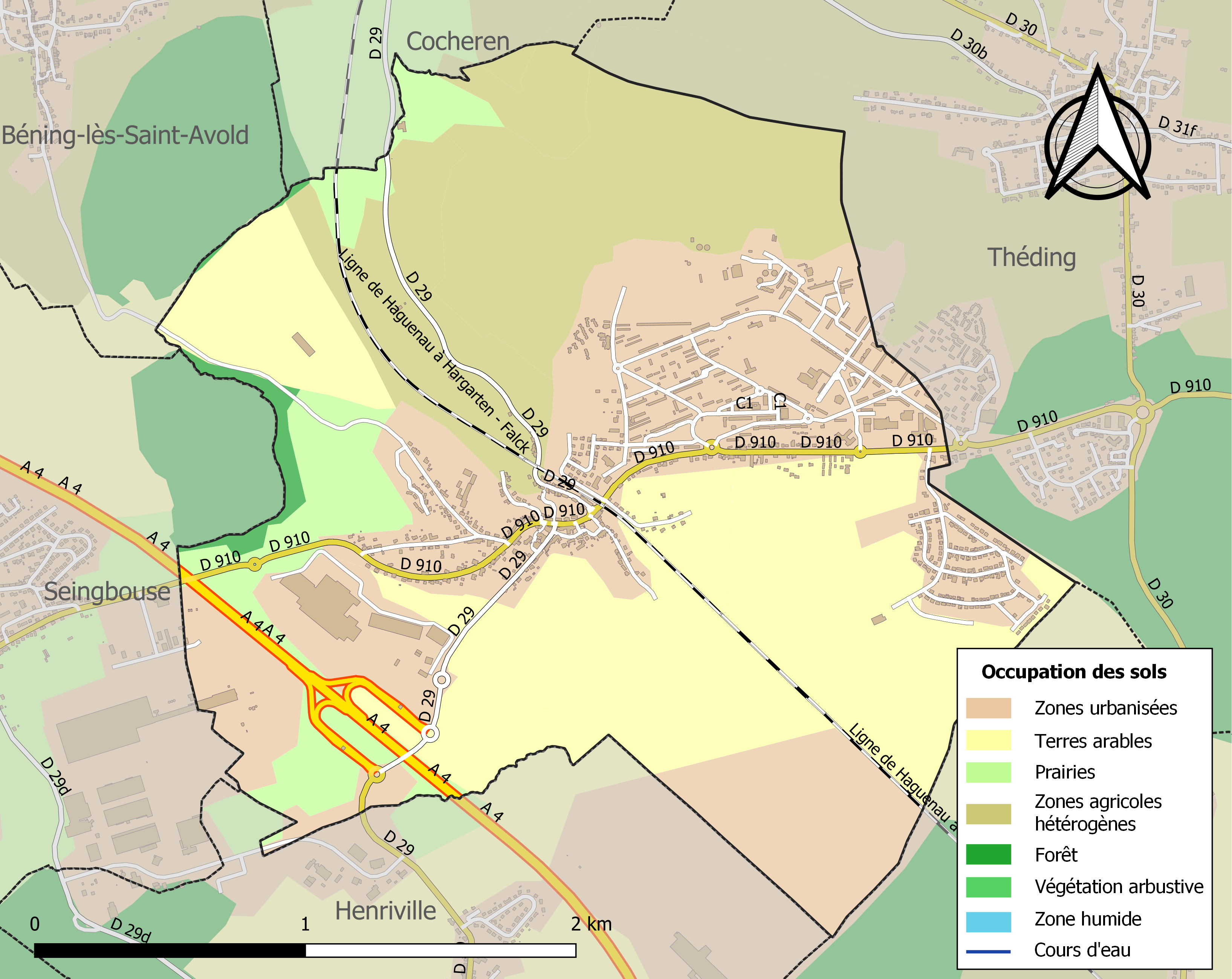
Carte des infrastructures et de l'occupation des sols de la commune en 2018 (CLC).

## Toponymie
- Farebersswilr (1585), Vor-Eberssweiller (1594), For-Ebersveiller (1688), Farébersweiller (1751)[17], Farebersviller (1793), Phareberwiller (1801), Fareberswiller et Faréberswiller (XIXe siècle)[18], Pfarrebersweiler (1871-1918).
- En allemand : Pfarr-Ebersweiler[17]. En francique rhénan : Äwerschwiller, Éwerschwiller ainsi que Faréwerschwiller.

### Sobriquet
L'ancien surnom des habitants de la commune est Die Bohnesäck (Bohnensäcke) = les sacs de haricots (grands mangeurs de haricots).

## Histoire
Farébersviller dépendait au Moyen Âge de la seigneurie de Hombourg-Saint-Avold, avant de passer aux mains du duc de Lorraine, en 1581. Appartenant au duché de Lorraine, Farébersviller est intégrée au royaume de France en 1766.
Comme les autres communes de l'actuel département de la Moselle, Farébersviller est annexée à l'Empire allemand de 1871 à 1918. Lorsque la Première Guerre mondiale éclate, les Mosellans se battent naturellement pour l'Empire allemand. Beaucoup de jeunes gens tomberont au champ d'honneur sous l’uniforme allemand, sur le Front de l'Est, mais aussi à l’Ouest, en particulier en France et dans les Flandres.
Pendant la Seconde Guerre mondiale, la région sera bombardée par l'armée américaine. La commune de Farébersviller est libérée le 27 novembre 1944.
Si la commune ne compte que 600 habitants en 1954, elle connaît à cette époque un essor économique véritable, grâce à l'implantation d'une cité des Houillères.
Farébersviller accueillera des vagues d'immigrations successives, principalement maghrébines, italiennes ou encore espagnoles, venues pour travailler dans les mines de charbon.

## Politique et administration

### Tendances politiques et résultats
Depuis maintenant une trentaine d'années, la tendance politique à Farébersviller est de gauche. En effet, le Parti socialiste maintient la tête lors des élections municipales, mais est de plus en plus rattrapé par le Rassemblement national, ainsi que par Les Républicains.
Farébersviller a notamment fait parler d'elle en 2010 lors des élections régionales en défrayant la chronique avec un taux d'abstention record de 79,84 % au premier tour, puis 70,01 % au second, dépassant largement la moyenne nationale. Cette année-là, la liste de gauche va finir par l'emporter, bien que talonnée de près par la liste du Front national.
Aux élections régionales de 2021, la liste « Agir pour ne plus subir », présentée par l'Union des démocrates musulmans français (UDMF), arrive en tête au premier tour avec 209 voix, soit 27,28 % des suffrages, devant la liste du Rassemblement national qui recueille 112 voix, soit 14,62 %.[réf. nécessaire]

### Liste des maires
| Période                                  | Période      | Identité           | Étiquette | Qualité |
| ---------------------------------------- | ------------ | ------------------ | --------- | --- |
| mars 1989                                | En cours     | Laurent Kleinhentz | PS        | Enseignant Conseiller général (2004 → 2015) puis départemental (depuis 2015) du canton de Freyming-Merlebach |
| 1959                                     | fevrier 1989 | Pierre Weber       | PS        | Enseignant et directeur groupe 3                                                                             |
| Les données manquantes sont à compléter. |              |                    |           | |

## Démographie
L'évolution du nombre d'habitants est connue à travers les recensements de la population effectués dans la commune depuis 1793. Pour les communes de moins de 10 000 habitants, une enquête de recensement portant sur toute la population est réalisée tous les cinq ans, les populations de référence des années intermédiaires étant quant à elles estimées par interpolation ou extrapolation. Pour la commune, le premier recensement exhaustif entrant dans le cadre du nouveau dispositif a été réalisé en 2006.

En 2022, la commune comptait 5 226 habitants, en évolution de −5,31 % par rapport à 2016 (Moselle : +0,52 %, France hors Mayotte : +2,11 %).
| 1793 | 1800 | 1806 | 1821 | 1836 | 1841 | 1861 | 1866 | 1871 |
| ---- | ---- | ---- | ---- | ---- | ---- | ---- | ---- | ---- |
| 451  | 492  | 186  | 675  | 865  | 902  | 539  | 529  | 495  |

| 1875 | 1880 | 1885 | 1890 | 1895 | 1900 | 1905 | 1910 | 1921 |
| ---- | ---- | ---- | ---- | ---- | ---- | ---- | ---- | ---- |
| 500  | 489  | 495  | 470  | 468  | 468  | 508  | 510  | 592  |

| 1926 | 1931 | 1936 | 1946 | 1954 | 1962  | 1968  | 1975  | 1982  |
| ---- | ---- | ---- | ---- | ---- | ----- | ----- | ----- | ----- |
| 643  | 608  | 589  | 536  | 600  | 8 452 | 8 001 | 7 783 | 7 122 |

| 1990  | 1999  | 2006  | 2011  | 2016  | 2021  | 2022  | - | - |
| ----- | ----- | ----- | ----- | ----- | ----- | ----- | - | - |
| 6 835 | 6 876 | 6 020 | 5 644 | 5 519 | 5 316 | 5 226 | - | - |

## Culture locale et patrimoine

### Lieux et monuments
- Vestiges gallo-romains (sépultures, monnaies).

#### Édifices religieux
- Église paroissiale catholique Saint-Jean-Baptiste, construite de 1757 à 1767 ; agrandie de 1850 à 1855, clocher rond roman.
- Église catholique Sainte-Thérèse.
- Chapelle Saint-Antoine (le Moulin Haut).
- Grotte de Lourdes, située près de l'église paroissiale.
- Église luthérienne et ancien complexe paroissial situé rue du Poitou. L'église de la communauté protestante a été construite en 1965[27] et vendue en 2002 pour un euro symbolique à Mission Pentecôtiste italienne locale appartenant à la Communauté des Églises Italiennes en Europe du Nord (CCINE). Cette dernière souhaite faire du lieu son siège européen. La Mission Pentecôtiste italienne locale partageait les locaux de l'église luthérienne depuis 1962. La paroisse protestante luthérienne garde une disponibilité ponctuelle d'usage du lieu de culte.
- Chapelle de la maison de retraite Saint-Jean-Baptiste. Elle accueille les membres de la communauté luthérienne locale pour un culte mensuel.
- Église néo-apostolique, rue Molière.
- Mosquée El Hijra et Centre culturel islamique pour la Moselle, construits sur un projet de l'architecte Jean-Marie Helwig de Forbach. La pose de la première pierre s'est effectuée en 1983.

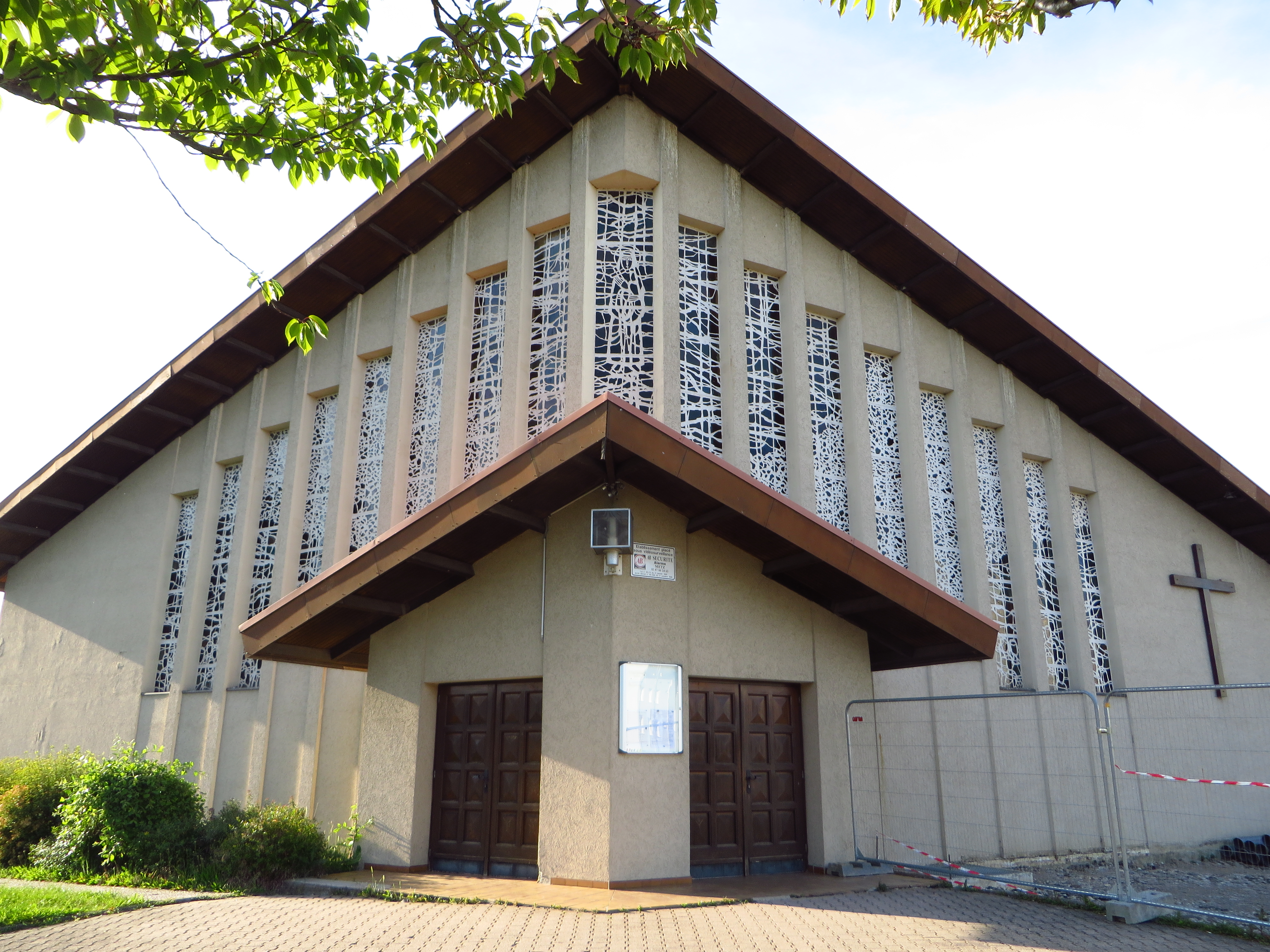
Église Sainte-Thérèse.
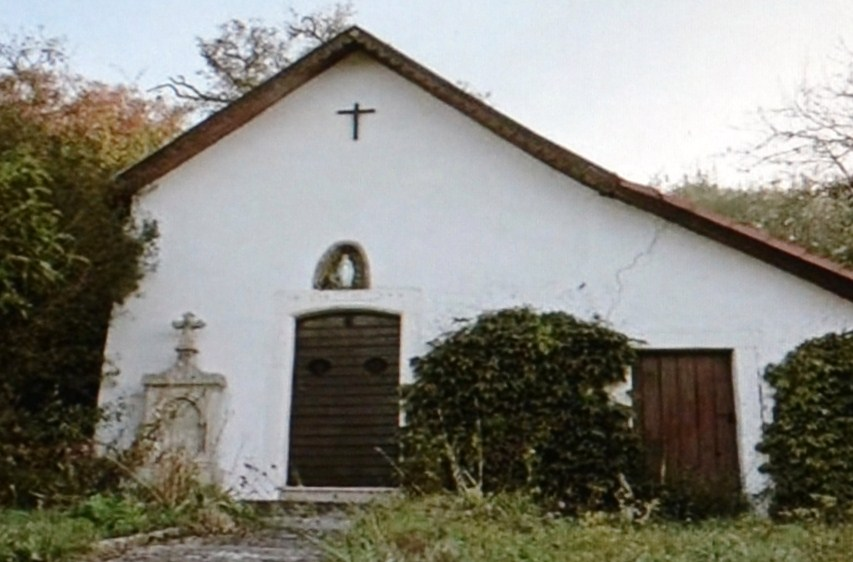
Chapelle Saint-Antoine (le Moulin Haut).
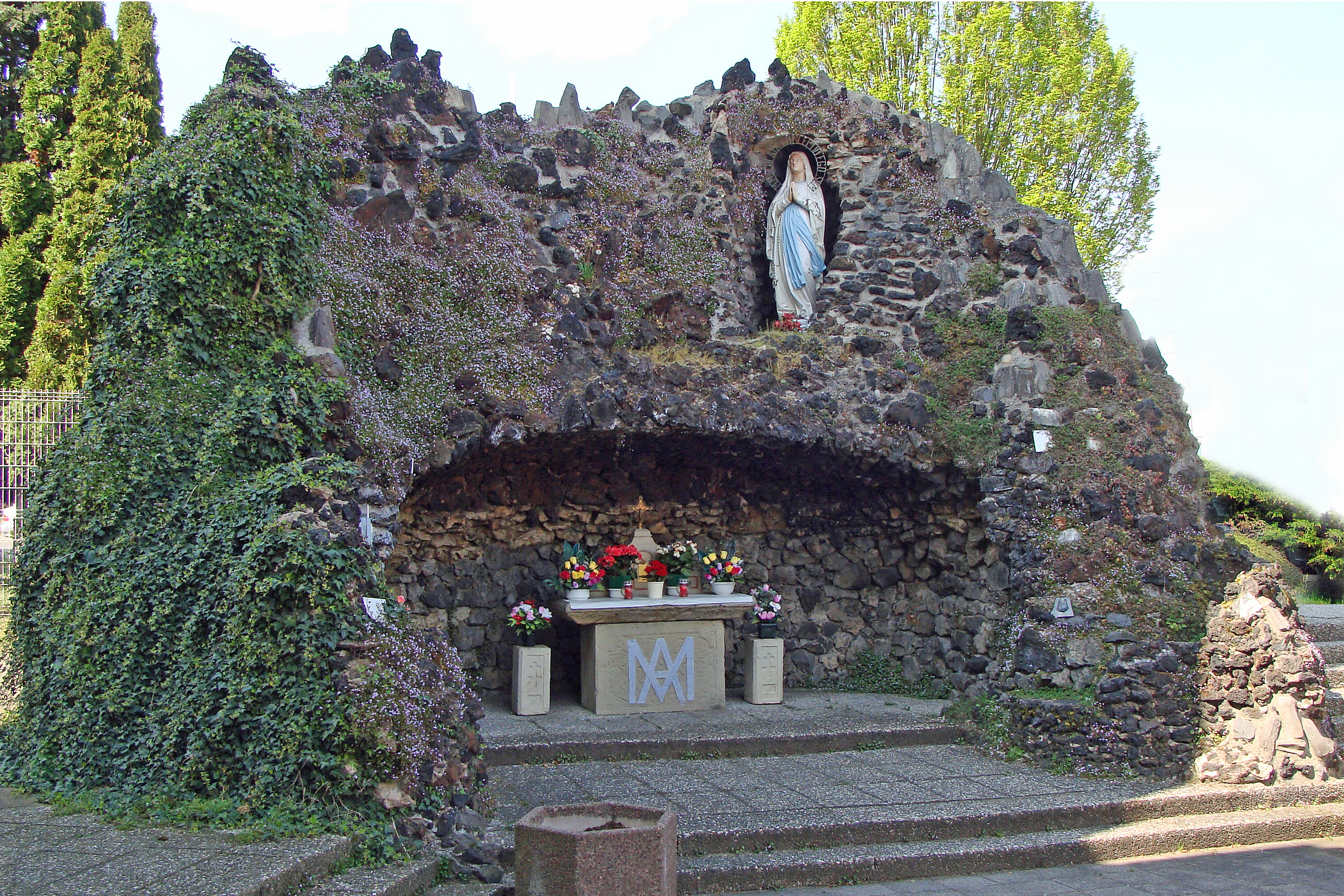
Grotte de Lourdes de Farébersviller.
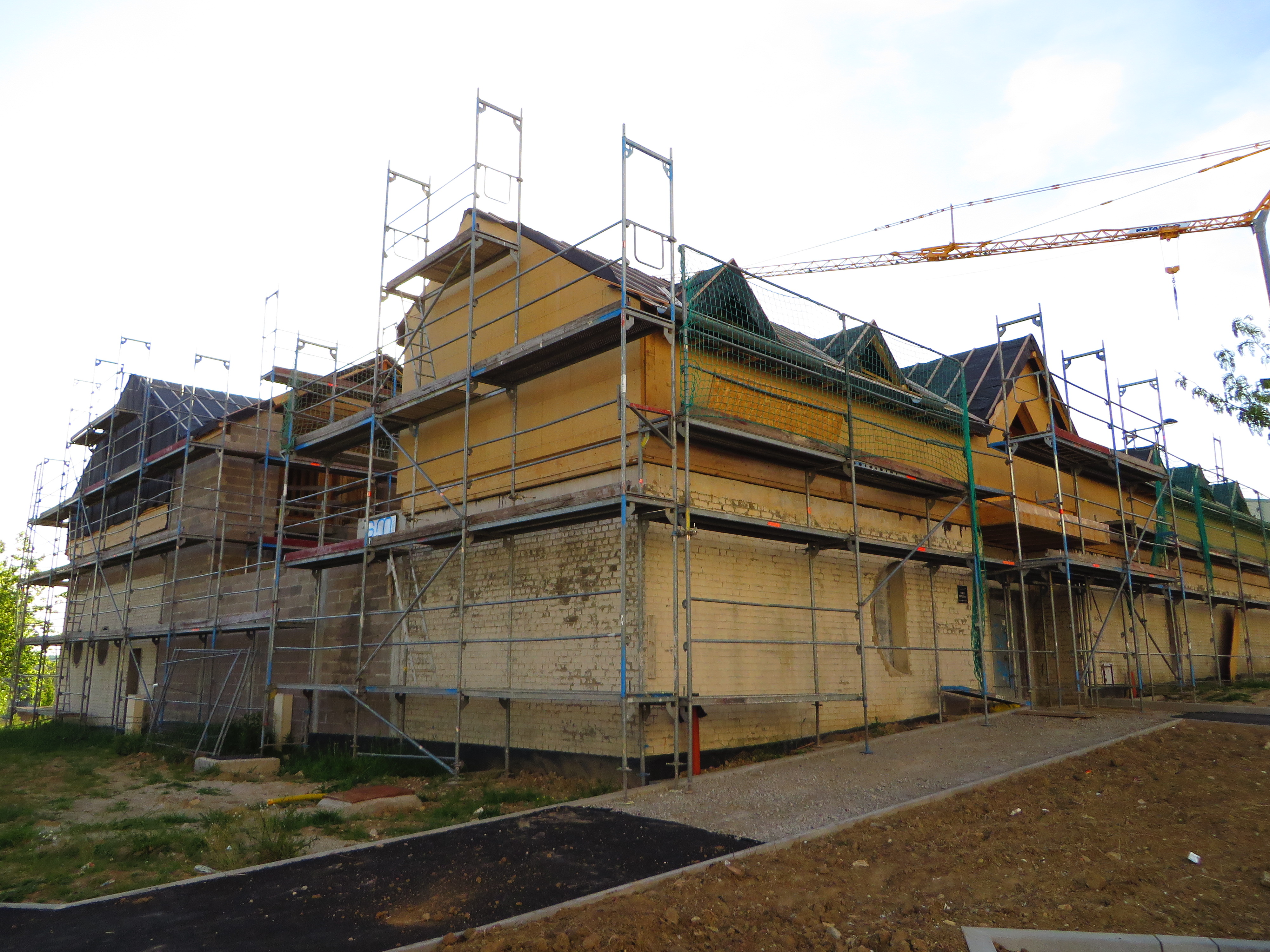
Église luthérienne, rue du Poitou.
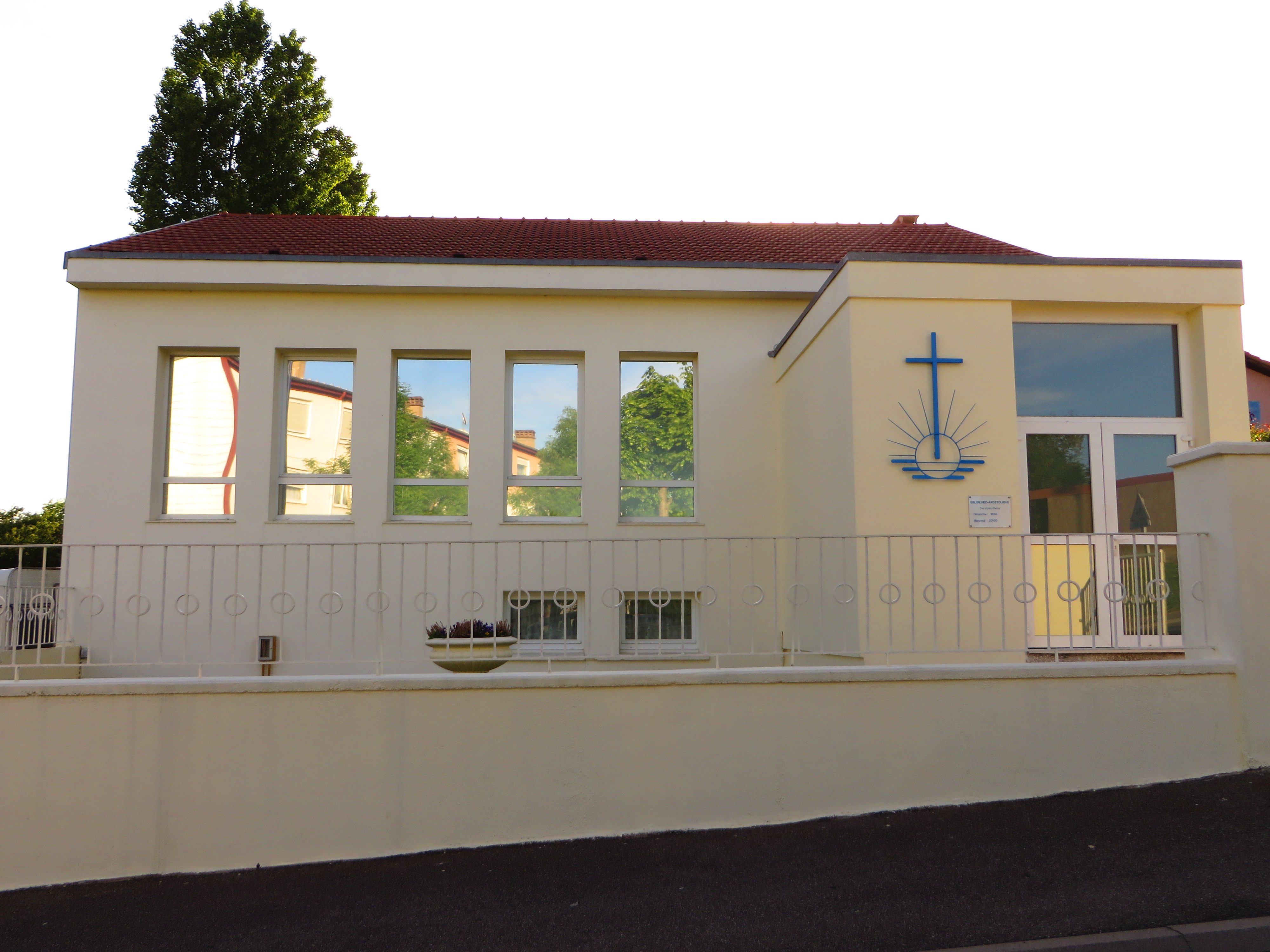
Église néo-apostolique.
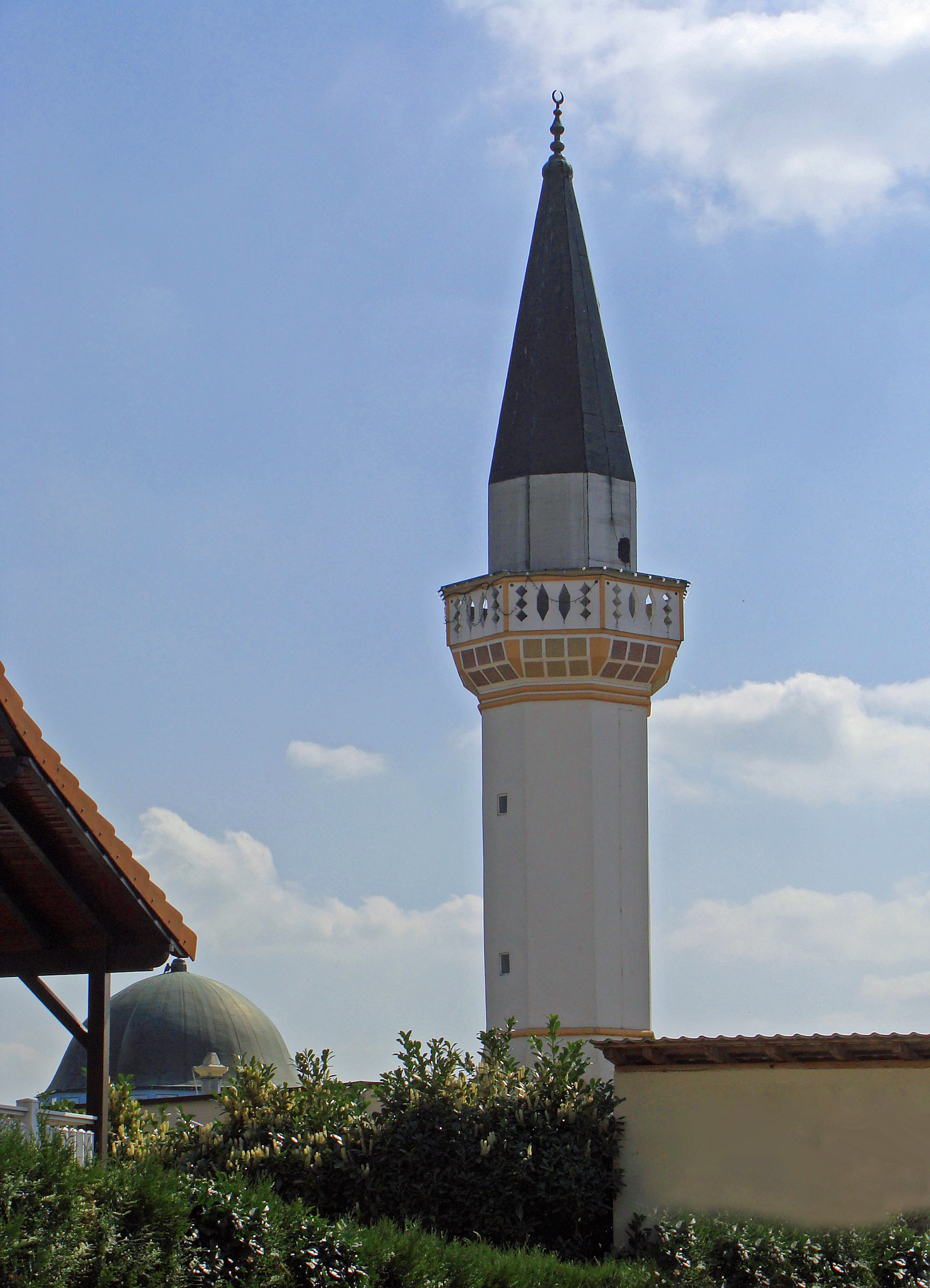
Minaret de la mosquée El Hijra de Farébersviller.

### Structures culturelles
- La Confrérie de la Prune et de la Quetsche.
- La place Bonne-Fontaine et la maison d’art local du village.
- Centre social Saint-Éxupery.
- Centre François-Rabelais.
- Chorale Clé de Far au centre François-Rabelais tous les jeudis de 19 h 30 à 21 h 30.
- Espace FARE École de musique et la musique municipale tous les mercredis et samedis.
- Banlieus'Arts[28] (association culturelle et citoyenne).
- FAR (Force Artistique de la Rue).

### Équipements sportifs
- Complexe Marcel-Cerdan
- COSEC
- Petit Gymnase
- Tennis Club
- Stade
- Tir à l’arc

### Personnalités liées à la commune
- Gennaro Bracigliano (1980-), gardien au Chennaiyin FC (club indien) après avoir été gardien à l'Olympique de Marseille.
- Abdelnasser Ouadah (1975-).

### Héraldique
| Blason de Farébersviller | Blason  | De gueules à la crosse d'or accostée en chef de deux alérions d'argent, au sanglier de sable défendu d'argent brochant en pointe. |
| Blason de Farébersviller | Détails | Le statut officiel du blason reste à déterminer.                                                                                  |

### Jumelages
- Mercato San Severino - Italie.
- Bonnes - France.